# 澳大利亚人物传记辞典 (1949年)
《澳大利亚人物传记辞典》（Dictionary of Australian Biography）是1949年由珀西瓦尔·希尔勒出版的一部传记集。创作花费20余年，完成时有1,030个条目，分两卷，记载自1788年以来澳大利亚和与澳大利亚有关的人物。